# ماكسين براون
ماكسين براون (بالإنجليزية: Maxine Brown)‏ هي مغنية أمريكية، ولدت في 18 أغسطس 1939 في كينغستري في الولايات المتحدة.

## وصلات خارجية
- الموقع الرسمي
- ماكسين براون على موقع ميوزك برينز (الإنجليزية)
- ماكسين براون على موقع أول ميوزيك (الإنجليزية)
- ماكسين براون على موقع ديسكوغز (الإنجليزية)